# Cristina García Rodero
Cristina García Rodero (Puertollano, Province de Ciudad Real, 1949) est une photographe photojournaliste espagnole.
Elle est membre de Magnum Photos.

## Biographie
Née en 1949, licenciée en Beaux-Arts à l'Université de Madrid, en peinture, Cristina García Rodero débute dans la photographie en 1974. A contre-courant des tendances de l'époque, et notamment de la movida, elle se lance dans la photographie de reportage, une photographie en noir et blanc presque documentaire et ethnologique. Mais elle ne prétend pas adopter une démarche scientifique. Elle enregistre les gestuelles associées aux  fêtes, traditions, usages, rites collectifs d'une Espagne profonde et traditionnelle en voie de disparition,. Les photographies prises entre 1975 et 1988 sont pour partie regroupées dans son premier ouvrage, España oculta, publié en 1989, et fondateur de sa démarche,,, même si celle-ci la conduit ensuite en divers pays, notamment en Inde, en Éthiopie, en Haïti ou au Mexique.
Elle enseigne aussi la photographie, de 1974 à 2007, à la faculté des Beaux-Arts de Madrid, et publie dans de nombreux journaux espagnols et étrangers, tels El Mundo, Libération, Le Figaro, Le Monde, Photo, Corriere della Sera.
Cristina García Rodero est la première femme espagnole à devenir membre, en 2007, de l'Agence Magnum, après avoir été affiliée à l'agence Vu.

## Prix et récompenses
Cristina García Rodero a obtenu de nombreux prix, parmi lesquels :
- 1996, Prix national de la photographie (Espagne)
- 1993, Prix World Press Photo, catégorie art
- 1990, Prix Erich-Salomon
- 1989, 
  - Prix W. Eugene Smith
  - Prix du meilleur livre, Rencontres d'Arles

## Collections
Garcia Rodero est présente dans de nombreuses collections espagnoles, telles le Musée Reina Sofía, l'Institut valencien d'art moderne, MUSAC (León), le Musée de las Peregrinaciones Saint-Jacques de Compostelle, la Fondation  Banesto à Madrid.
À l'étranger, ses œuvres sont conservées par exemple dans les musées suivants :
- Museum of Fine Arts, Houston
- Getty Center
- W. Eugene Smith Memorial Fund,
- Centre international de la photographie, New York,
- George Eastman House
- Maison européenne de la photographie, Lausanne,
- Collection de l’Imagerie, Trégor

Un musée lui est dédié dans sa ville natale, à Puertollano,.

## Expositions
En dehors de l'Espagne, les photographies de Garcia Rodero ont été exposées dans le monde entier : Mexique, Allemagne, France, etc.. Elle a été exposée aussi à la Biennale de Venise, dans le cadre du festival PHotoEspaña, aux rencontres d'Arles, etc.